# Stemmacantha satzyperovii
Stemmacantha satzyperovii là một loài thực vật có hoa trong họ Cúc. Loài này được (Soskov) Czerep. miêu tả khoa học đầu tiên năm 1995.